# Dudulajce
Dudulajce es un pueblo ubicado en la municipalidad de Merošina, en el distrito de Nišava, Serbia.

## Superficie
Posee una superficie de 9,822 kilómetros cuadrados.

## Demografía
Hasta 2011 la población era de 309 habitantes, con una densidad de población de 31,46 habitantes por kilómetro cuadrado.